# La Ghirlandata
La Ghirlandata (« La Femme à la guirlande ») est un tableau réalisé en 1873 par le peintre et poète anglais Dante Gabriel Rossetti.

## Présentation et description
Rossetti travaille sur le tableau dès le début du mois de juillet 1873. Le 23 août, il écrivit à son ami l'écrivain britannique Theodore Watts-Dunton (en) en ces termes : 
« J’ai presque terminé [un tableau] que j’appelle La Ghirlandata. Il contient trois têtes – une dame jouant de la harpe et deux anges qui écoutent – et une infinité d’autres matériaux – et par son éclat, il ressemble plus à La Bien-Aimée que n’importe quel autre tableau que vous avez vu. Il appartient à Graham, qui le veut en Écosse, mais je pourrais, peut-être, l’envoyer quelques jours à Londres pour le montrer à quelques personnes »

## Modèles
Le modèle qui a posé pour le tableau est Alexa Wilding (en). Mary Morris est le modèle des deux têtes d'ange dans les coins supérieurs du tableau.

## Exposition et programme de conservation
Cette œuvre fait actuellement partie de la collection de la Guildhall Art Gallery de Londres, au Royaume-Uni. Un programme de conservation financé par la Bank of America Art Conservation Project est proposé en 2019. 